# Les Poupées russes (film)
Pour l’article homonyme, voir Les Poupées russes.
Série trilogie de Cédric Klapisch
L'Auberge espagnole
(2002) Casse-tête chinois
(2013)
Pour plus de détails, voir Fiche technique et Distribution.
Les Poupées russes est un film franco-britannique réalisé par Cédric Klapisch et sorti en 2005.
C'est la suite de L'Auberge espagnole (2002) et il est suivi en 2013 de Casse-tête chinois.
Ce film est une comédie de mœurs et une romance. Il a été apprécié par le public (près de 3 millions d'entrées en salles en France) et par la critique qui a salué l'originalité du ton de son auteur, son habileté à dépeindre la jeunesse des années 2000 avec humour et tendresse au travers des pérégrinations de son acteur fétiche, Romain Duris.

## Synopsis
Suite de l'Auberge espagnole, le film montre les hésitations, les échecs et les problèmes sentimentaux de Xavier et de ses amis. Ils se demandent tous pourquoi ils n'ont pas encore trouvé l'âme sœur alors qu'ils gâchent toute nouvelle liaison de peur de passer à côté d'une meilleure. Les personnages ont un peu perdu de leur innocence du premier film et ont d'un autre côté beaucoup de peine à se faire à la vie active. Xavier rencontre William, le frère de Wendy, par hasard. Le jeune homme lui raconte ses retrouvailles avec Natacha, une danseuse de ballet russe, qu'il va épouser prochainement, à Saint-Pétersbourg. Parallèlement, il donne des nouvelles de sa sœur à Xavier et lui en laisse les coordonnées.
Xavier a provisoirement laissé de côté son rêve de devenir écrivain, mais son travail consiste à aider des « célébrités » à écrire leur autobiographie. Cependant, il n'a pas de travail fixe et sa conseillère bancaire lui reproche son instabilité financière. Il finit par avoir une nouvelle opportunité : écrire le scénario d'une mini-série à l'eau-de-rose pour une grande chaîne télévisée nationale. Xavier saisit l'occasion de continuer son travail pour la mini-série à Londres, où il collabore avec Wendy, qui accumule elle aussi les relations malheureuses. Côté vie privée, il a du mal à se fixer avec une fille et enchaîne les aventures amoureuses. Il continue de fréquenter sa meilleure amie Isabelle, qui l'héberge durant un temps et qu'il fait passer pour sa petite amie auprès de son grand-père, et son ex Martine, désormais mère célibataire d'un petit garçon.
Xavier retrouve donc Wendy à Londres, et loge chez elle de manière ponctuelle. Il l'aide à rompre avec son petit ami toxique, et, sans le réaliser, les deux amis se rapprochent de plus en plus. Ils finissent par entamer une relation. En parallèle, le jeune homme doit se rendre à Paris afin d'y travailler comme écrivain fantôme pour le mannequin Celia Shelburn. Il éprouve une grande fascination pour cette jeune femme, certes magnifique, mais superficielle. Amoureux, Wendy et Xavier se rendent à Saint-Pétersbourg, pour assister au mariage de William et Natacha. Alors qu'il passe un agréable séjour, Xavier est contacté par Celia. La jeune femme est à Moscou et souhaite le voir. Xavier choisit de mentir à Wendy, qui lui fait une déclaration d'amour juste avant qu'il ne prenne le train. La jeune femme a justement compris et le laisse décider seul de son destin. Xavier hésite, mais part tout de même, et passe la nuit avec Celia. Il entame un début de relation avec le mannequin, mais comprend, lors d'une soirée en boîte de nuit, que cette relation est illusoire. Celia l'abandonne sans vergogne lorsqu'elle rencontre des amis. Il retourne à Saint-Pétersbourg, mais Wendy l'évite.
Tous les anciens colocataires de Xavier à Barcelone arrivent à leur tour à Saint-Pétersbourg, et, le jour du mariage de William et Natacha, Xavier parvient à se réconcilier avec Wendy. Les deux amants décident d'entamer une relation en prenant le temps et sans compliquer les choses.

## Fiche technique
Sauf indication contraire, les informations mentionnées dans cette section peuvent être confirmées par la base de données cinématographiques IMDb,  présente dans la section « Liens externes ».
- Titre original : Les Poupées russes
- Titres anglais : The Russian Dolls (Titre alternatif : Russian Dolls : Pot Luck 2)
- Réalisation : Cédric Klapisch
- Scénario : Cédric Klapisch et Barbara Constantine[1]
- Musique : Loïk Dury, Laurent Levesque, Christophe Minck et Bruno Epron Mahmoudi
- Direction artistique : Tim Stevenson
- Décors : Marie Cheminal
- Costumes : Anne Schotte
- Photographie : Dominique Colin
- Son : Dominique Dalmasso, Cyril Moisson, Remi Stengel
- Montage : Francine Sandberg
- Production : Bruno Levy et Matthew Justice
  - Production déléguée : Elena Yatsura et Monte Christo
- Sociétés de production[2] :
  - France : Ce Qui Me Meut Motion Pictures et TPS Cinéma, avec la participation de Studiocanal, France 2 Cinéma et Canal+
  - Royaume-Uni : en coproduction avec Lunar Films
- Sociétés de distribution[3] : Mars Distribution (France) ; CineFile (Royaume-Uni) ; Cinéart (Belgique) ; Christal Films / Lions Gate Films (Québec) ; Frenetic Films (Suisse romande)
- Budget : 10 670 000 €[4]
- Pays de production :  France,  Royaume-Uni
- Langues originales : français, russe, anglais, espagnol, italien
- Format[5] : couleur - 35 mm - 1,85:1 (Panavision) - son Dolby Digital | DTS
- Genre : comédie dramatique, comédie romantique
- Durée : 125 minutes
- Dates de sortie[6] :
  - France, Suisse romande : 15 juin 2005[7]
  - Belgique : 22 juin 2005[8]
  - Québec : 23 septembre 2005[9]
  - Royaume-Uni : 5 mai 2006
- Classification[10] :
  - France : tous publics[11]
  - Royaume-Uni : interdit aux moins de 15 ans (15 - Suitable only for 15 years and over)[12]
  - Belgique : tous publics (Alle Leeftijden)[8]
  - Québec : tous publics (G - General Rating)[9]
  - Suisse romande : interdit aux moins de 12 ans[13]

## Distribution
- Romain Duris : Xavier Rousseau
- Kelly Reilly : Wendy
- Audrey Tautou : Martine
- Cécile de France : Isabelle
- Kevin Bishop : William
- Evguenia Obraztsova : Natacha
- Irene Montalà : Neus
- Gary Love : Edward
- Lucy Gordon : Celia Shelburn
- Aïssa Maïga : Kassia
- Martine Demaret : la mère de Xavier
- Pierre Cassignard : Platane
- Olivier Saladin : Gérard
- Pierre Gérald : Papou, le grand-père de Xavier
- Zinedine Soualem : M. Boubaker, le voisin
- Hélène Médigue : Mme Vanpeteguem, la banquière
- Carole Franck : la productrice TV
- Robert Plagnol : l'auteur de la série
- Nicolas Briançon : le réalisateur de la série
- Bernard Haller : Michel Hermann
- Cristina Brondo : Soledad
- Federico D'Anna : Alessandro
- Barnaby Metschurat : Tobias
- Christian Pagh : Lars
- Cédric Klapisch : l'homme qui veut aller aux toilettes dans le train (Caméo)
- Lannick Gautry : le snowboarder
- Laura Weissbecker : Odile (personnage de la série télévisée dont Xavier écrit la suite)
- Julien Guéris : Jean-Édouard (personnage de la série télévisée dont Xavier écrit la suite)
- Frédérique Bel : Barbara (personnage de la série télévisée dont Xavier écrit la suite)

Photos des acteurs principaux
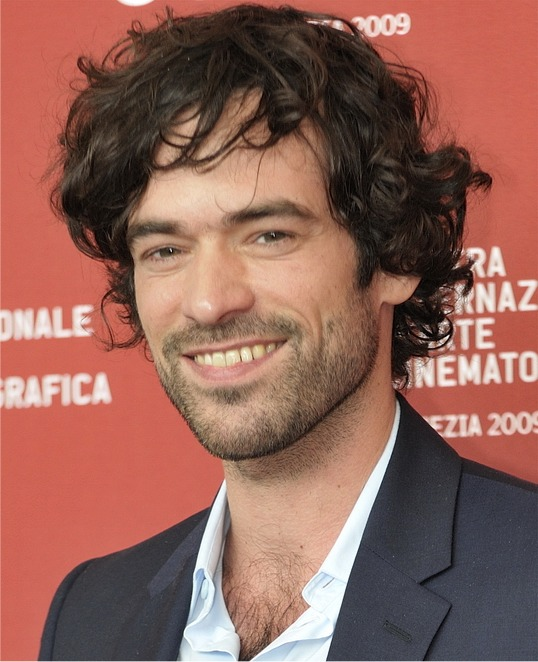
Romain Duris.
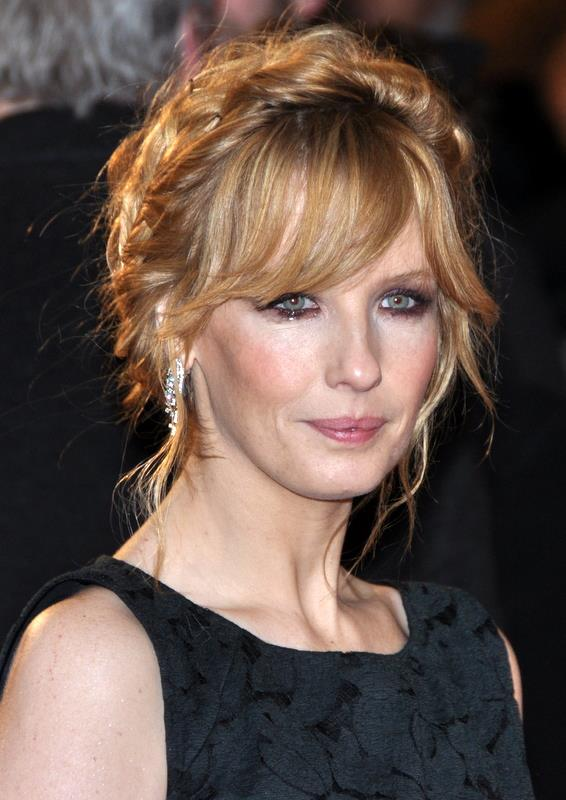
Kelly Reilly.
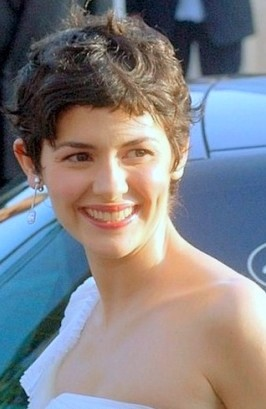
Audrey Tautou.
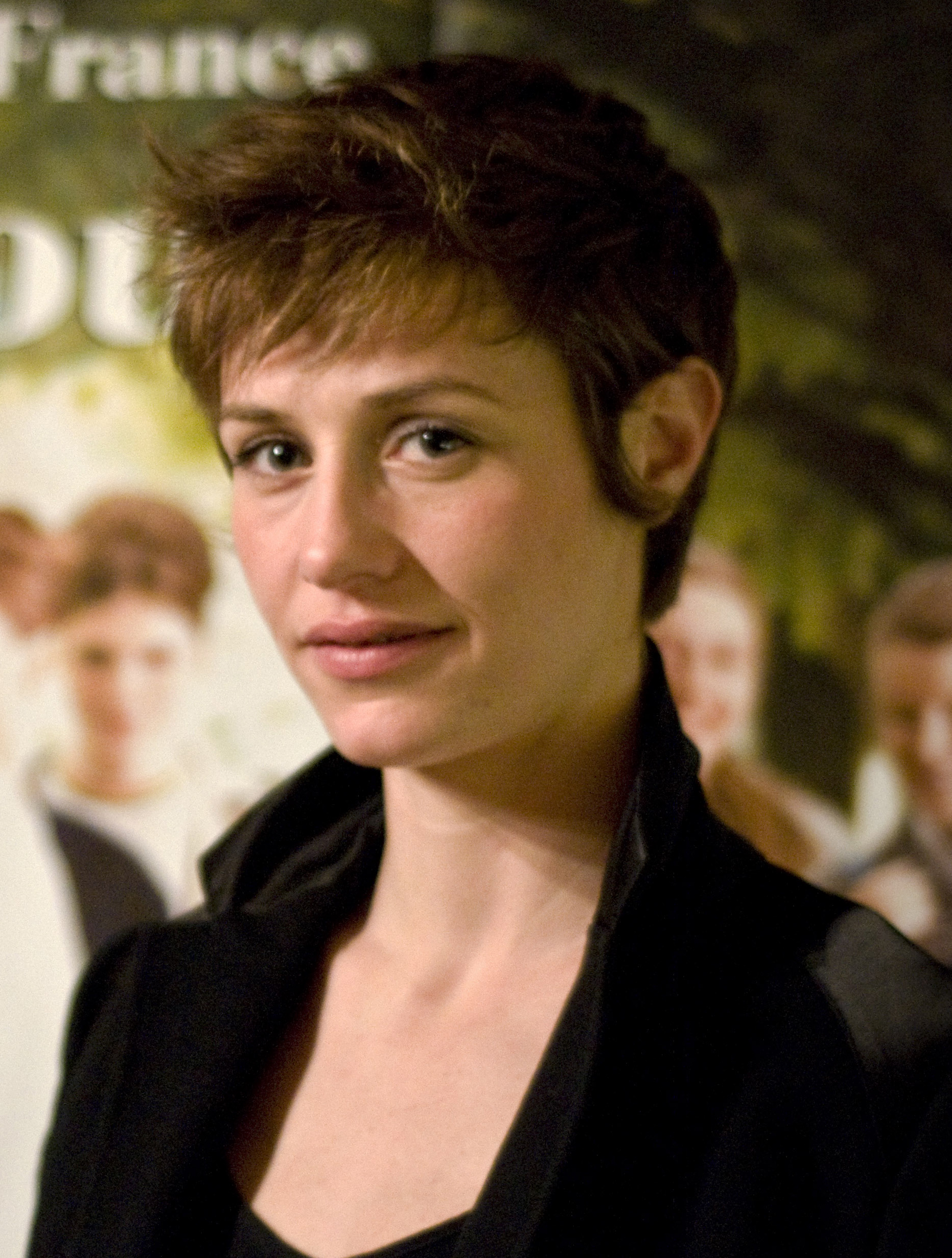
Cécile de France.
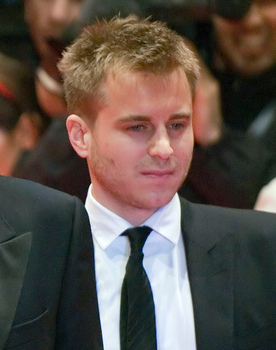
Kevin Bishop.
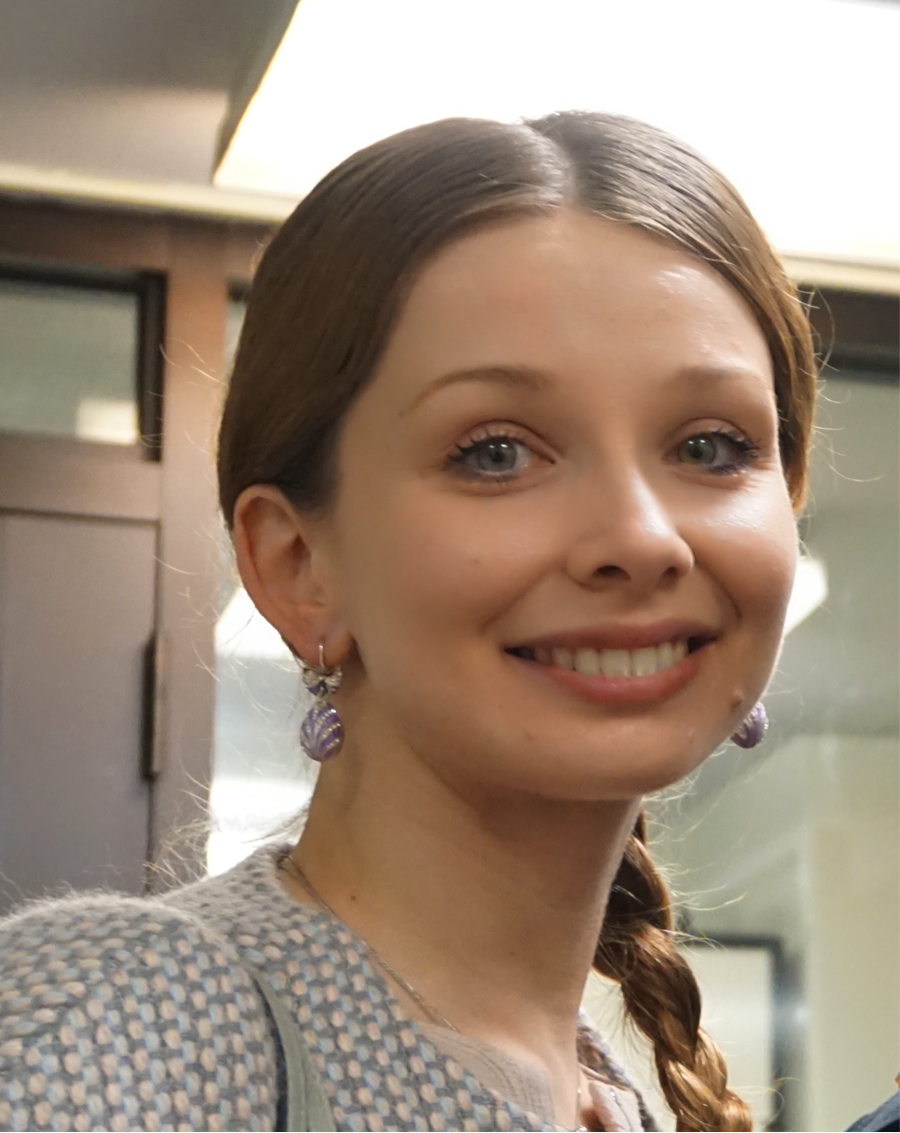
Evguenia Obraztsova.
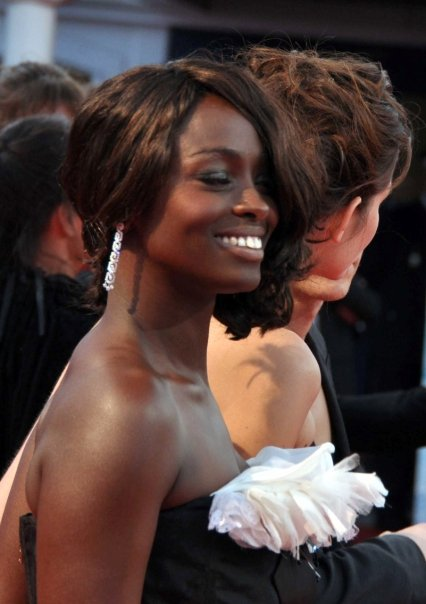
Aïssa Maïga.

## Production

### Tournage
Le film est tourné dans les villes de Paris, Londres et Saint-Pétersbourg. Dans cette dernière, la rue parfaite dont il est fait mention dans le film, est la rue Rossi, elle est l'œuvre de l'architecte italien Carlo Rossi et date de 1830. C'est le modèle de la rue classique aux proportions parfaites, les immeubles qui bordent la rue font 22 m de haut, la rue mesure 22 m de large et sa longueur est de 20 fois sa largeur soit 440 m, sa perspective se termine par le Théâtre Alexandra sur la place Ostrovski.

## Bande originale
- Te Deum de Marc-Antoine Charpentier
- Le Lac des cygnes de Piotr Ilitch Tchaïkovski
- Prélude des Suites pour violoncelle seul de Jean-Sébastien Bach
- Marche nuptiale de Felix Mendelssohn
- Body Language de Da Grassroots (en)
- Disco King d'Olivier Montel
- One Fudge d'El Fudge
- Izvorski Biseri de Boban Marković
- Mysteries de Beth Gibbons et Rustin Man
- Bitches on the Ground de Spleen
- Dutchy de Track Addicts
- Smile de Seti
- Mama mne Govorit de Diody
- Poupées russes de Kraked Unit
- Kamarinskaïa (air traditionnel russe composé par Mikhaïl Glinka) - scène du mariage

## Accueil

### Accueil critique
Les critiques français accueillent favorablement le film. D'abord ils ont pratiquement tous pris la peine d'aller le voir : le site Allociné répertorie 25 critiques, c'est rare. Et ils lui donnent une bonne note : en moyenne 3,8 sur 5, a calculé Allociné.
Sur le site internet Rotten Tomatoes, le film obtient 72 % de critiques positives, sur 47 critiques collectées, avec un score moyen de 6,6/10. Le site internet Metacritic lui attribue quant à lui un score plutôt favorable de 67/100, basé sur 24 critiques.
Parmi les critiques positives, Richard Gianorio, de France-Soir, évoque un film « léger, dynamique et plein de fantaisie » ; Mathilde Lorit, de Rolling Stone, une excellente bande originale et un coup de cœur pour Romain Duris et Kelly Reilly ; Julien Barcilon, de Télé 7 jours, « une mise en scène inspirée, des dialogues affutés et un humour exquis » qui donnent « un petit bijou de comédie romantique » ; Emmanuelle Frois, du Figaroscope, un film romanesque et mélancolique avec « beaucoup d'émotion » ; Fabien Baumann, de Positif, une « énergie dispersante qui donne son étonnant dynamisme au film » ; et Frédéric Strauss, de Télérama, « un côté bordélique charmant », « aucune faute de casting » et un film qui est mieux qu'une suite.
Positif aussi mais plus mitigé, Pascal Mérigeau, du Nouvel Observateur, évoque beaucoup d'invention et d'humour mais une « longueur excessive » ; et Bruno Bayon, de Libération, un Romain Duris « objectivement épatant » et un film qui « offre pour l'essentiel, spécialement son début, un meilleur du cinéma bonne franquette » mais « flanchant dans sa deuxième moitié ».
Du côté des critiques mitigées voire négatives, Alex Masson, de Brazil, évoque un « film foncièrement plaisant » mais « souvent nunuche dans son propos » ; Iris Steensma, de Score, une interprétation « haut de gamme » mais des « choix artistiques très discutables » et « une histoire un peu gentille » ; Emmanuel Burdeau, des Cahiers du cinéma, un film sympathique mais creux ; et Jean-Marc Lalanne, des Inrockuptibles, un film habile mais convenu et vide de sens.

### Box-office
Le public français se déplace en nombre pour voir Les Poupées Russes : avec 2,97 millions d'entrées en salles, il se classe à la 15e place du box-office en France en 2005.
Le film rapporte au total 23 727 301 dollars (dont environ les trois-quarts en France) pour un budget estimé entre 10  et   12 millions. Il fait 3 411 401 entrées en Europe, dont 2 812 775 en France (ou un peu plus selon certaines sources).

## Distinctions
Entre 2006 et 2007, Les Poupées russes a été sélectionné 9 fois dans diverses catégories et a remporté 1 récompense,.

### Récompenses
- César 2006 : César de la meilleure actrice dans un second rôle pour Cécile de France.

### Nominations
- César 2006 :
  - Meilleure actrice dans un second rôle pour Kelly Reilly,
  - Meilleur montage pour Francine Sandberg.
- Gérard du cinéma 2006 : Plus mauvaise actrice pour Audrey Tautou.
- Globes de Cristal 2006 : Meilleur film pour Cédric Klapisch.
- NRJ Ciné Awards 2006 :
  - Meilleur baiser pour Kelly Reilly et Romain Duris,
  - Acteur de l'année pour Romain Duris,
  - Actrice de l'année pour Kelly Reilly.
- Prix Chlotrudis 2007 : Meilleure distribution.

## Trilogie
1. L'Auberge espagnole de Cédric Klapisch avec Romain Duris, Kelly Reilly, Cécile de France, Audrey Tautou (2002)
2. Les Poupées russes de Cédric Klapisch avec Romain Duris, Kelly Reilly, Cécile de France, Audrey Tautou (2005)
3. Casse-tête chinois de Cédric Klapisch avec Romain Duris, Kelly Reilly, Cécile de France, Audrey Tautou (2013)

L'histoire se poursuit avec la série télévisée Salade grecque (2023).